# Coricia
Coricia fu una ninfa amata da Apollo e da cui ebbe i figli Leo e Licoreo. Era una delle ninfe Corice, che abitavano nell'antro di Corice ai piedi del monte Parnaso, da cui deriva il loro nome. Essendo il monte dedicato alle Muse, spesso vengono confuse con esse.